# 巴顿–凯洛格反应
巴顿–凯洛格反应（Barton–Kellogg reaction），為酮和硫酮发生偶联，经过重氮化合物中间体，得到烯烃。
重氮化合物可由酮与肼缩合产生的腙再被氧化得到。可以使用的氧化剂有氧化银和双(三氟乙酰氧基)碘苯等。
硫酮组分可由酮与五硫化二磷作用制备。反应中间体环硫乙烷的脱硫可通过许多膦类（如三苯基膦）来完成。也可以用铜粉来进行脱硫。例如：
与同为烯烃制备方法的McMurry反应相比之下，此反应的优点在于两个不同的酮也可以发生偶联。

## 反应机理
重氮化合物作为1,3-偶极体，与硫酮发生1,3-偶极环加成反应，生成噻二唑啉环系。噻二唑啉环不稳定，放出氮气，生成硫羰基叶立德，再分子内环化为稳定的环硫乙烷环系。三苯基膦对环硫乙烷进行亲核进攻，开环，然后产生的烷硫负离子再对磷原子行分子内亲核进攻，产生类似于 Wittig反应的四元硫磷杂环丁烷中间体，它最后发生消除得到三苯基硫磷和产物烯烃。